# Subaru Vivio
Subaru Vivio — кей-кар, выпускавшийся с марта 1992 по октябрь 1998 года японской компанией Subaru. 

## Описание
Subaru Vivio дебютировал в марте 1992 года. Он достаточно мал, чтобы отнести его к классу кей-каров, что даёт владельцам Vivio большие налоговые льготы в Японии.
Название «Vivio» является отсылкой к рабочему объёму двигателя 660 см3, написанному приблизительными римскими цифрами (VI, VI, O), а также вдохновлено словом vivid.
Выпускались как трёх- и пятидверные хетчбэки, так и двухдверные автомобили в кузове тарга, получившие название T-top.

## Технические характеристики
Subaru Vivio оснащался атмосферными или же турбированными четырёхцилиндровыми двигателями «Clover» объёмом 658 см3 и различными трансмиссиями (включая ECVT — бесступенчатую трансмиссию с электронным управлением) и несколькими комплектациями. За исключением RX-R, все двигатели имели 8 клапанов и клапанный механизм SOHC. Заявленная мощность турбированного двигателя, работавшего в паре с бесступенчатой трансмиссией, составляла 47 кВт (64 л. с.), а заявленный крутящий момент — на уровне 84—88 Н⋅м.
Самая распространённая версия Vivio оснащалась двигателем EN07E с многоточечным впрыском топлива. При работе в паре с механической трансмиссией двигатель развивает мощность 38 кВт (52 л. с.), а при работе в паре с бесступенчатой трансмиссией — 35 кВт (48 л. с.). На европейском рынке мощность инжекторного двигателя составляла 32 кВт (44 л. с.) по стандарту DIN, в то время как мощность карбюраторного двигателя, который применялся в Vivio Van, составляла 31 кВт (42 л. с.).
| Двигатель | Годы производства | Рабочий объём | Мощность                          | Крутящий момент          | 0–100 км/ч (сек.) | Максимальная скорость (км/ч) | Расход топлива (км/л) | Выбросы CO2 (г/км) |
| --------- | ----------------- | ------------- | --------------------------------- | ------------------------ | ----------------- | ---------------------------- | --------------------- | ------------------ |
| EN07A     | 1997 — 1998       | 658 см³       | 35 кВт (47 л. с.) при 7000 об/мин | 52 Н⋅м при 4500 об/мин   | 18                | 133                          | 19,6                  | 147,09             |
| EN07E     | 1992 — 1998       | 658 см³       | 39 кВт (53 л. с.) при 7200 об/мин | 53,9 Н⋅м при 5600 об/мин | —                 | —                            | —                     | —                  |
| EN07Z     | 1996 — 1998       | 658 см³       | 47 кВт (64 л. с.) при 6400 об/мин | 84,3 Н⋅м при 4400 об/мин | 16                | 138                          | —                     | —                  |
| EN07X     | 1992 — 1998       | 658 см³       | 47 кВт (64 л. с.) при 7200 об/мин | 106 Н⋅м при 4000 об/мин  | —                 | —                            | —                     | —                  |

## Галерея
- Subaru Vivio el-s (JDM)
- Subaru Vivio T-Top (JDM)
- Vivio 660 GLi (Европа)
- Vivio Van (JDM)
- Subaru Vivio Bistro White Edition (JDM)
- Subaru Vivio на соревнованиях 2002 Rally Hokkaido